# Peperomia dolabriformis
Peperomia dolabriformis är en pepparväxtart som beskrevs av Carl Sigismund Kunth. Peperomia dolabriformis ingår i släktet peperomior, och familjen pepparväxter.

## Underarter
Arten delas in i följande underarter:
- P. d. brachyphylla
- P. d. confertifolia
- P. d. grandis
- P. d. lombardii
- P. d. multicaulis
- P. d. velutina